# Lago di Genval
Il lago di Genval (Olandese: Meer van Genval, Francese: Lac de Genval) è un piccolo lago artificiale situato in Belgio a sud-est di Bruxelles, accanto alla Foresta di Soignes nella municipalità di Rixensart in Vallonia e Overijse nelle Fiandre. Il piccolo ruscello che l'alimenta si chiama Argentine, e nel XIX secolo formava solamente un piccolo stagno e oggi determina il confine linguistico. Con la sua creazione il lago è diventato un ottimo posto per il tempo libero per gli abitanti di Bruxelles. Tutto intorno al lago ci sono bellissime case del periodo della Belle Époque. Una di queste si chiama Château du lac (Castello del lago) ed è un albergo a cinque stelle.